# Monfort Heights (Ohio)
Monfort Heights es un lugar designado por el censo ubicado en el condado de Hamilton en el estado estadounidense de Ohio. En el Censo de 2010 tenía una población de 11948 habitantes y una densidad poblacional de 780,17 personas por km².

## Geografía
Monfort Heights se encuentra ubicado en las coordenadas 39°10′56″N 84°36′24″O / 39.18222, -84.60667. Según la Oficina del Censo de los Estados Unidos, Monfort Heights tiene una superficie total de 15.31 km², de la cual 15.31 km² corresponden a tierra firme y (0%) 0 km² es agua.

## Demografía
Según el censo de 2010, había 11948 personas residiendo en Monfort Heights. La densidad de población era de 780,17 hab./km². De los 11948 habitantes, Monfort Heights estaba compuesto por el 90.07% blancos, el 6.59% eran afroamericanos, el 0.09% eran amerindios, el 1.3% eran asiáticos, el 0.02% eran isleños del Pacífico, el 0.42% eran de otras razas y el 1.52% pertenecían a dos o más razas. Del total de la población el 0.89% eran hispanos o latinos de cualquier raza.